# Саламатин, Альберт Гергардович
Саламатин, Альберт Гергардович  (род. 1941) — советский и казахстанский горный инженер, министр промышленности Республики Казахстан в 1992—1994.

## Биография
Окончил КарПТИ (1972). Трудовую деятельность начал слесарем химического завода в Пермской области (1960—1961).
В 1962—1989 слесарь, электрослесарь, механик, заместитель начальник участка, горнорабочий, заместитель начальника, начальник участка, заместитель директора, директор шахты им. Кузембаева.
В 1989—1992 генеральный директор ПО «Карагандауголь».
В 1992—1994 — министр промышленности РК.
В 1994 — аким Джезказганской области.
В 1994—1998 первый заместитель генерального директора. Первый вице-президент ОАО «Российская угольная компания», Первый заместитель директора Государственного управления РФ по вопросам ликвидации и реорганизации нерентабельных шахт и разрезов.
В 1998—2000 руководитель Комитета по угольной промышленности Министерства топлива и энергетики РФ. Депутат Верховного Совета РК 12-го созыва.

## Семья
- Сын — Дмитрий Саламатин, украинский государственный и политический деятель.

## Награды
- Государственная премия СССР (1981).
- Орден Трудового Красного Знамени.